# Czechosłowacja na Letnich Igrzyskach Olimpijskich 1968
Czechosłowację na Letnich Igrzyskach Olimpijskich 1968 reprezentowało 121 zawodników, 94 mężczyzn i 27 kobiet.

## Zdobyte medale
| Medal  | Zawodnik | Dyscyplina     | Konkurencja                      |
| ------ | --- | -------------- | -------------------------------- |
| Złoto  | Miloslava Rezková | Lekkoatletyka  | Skok wzwyż                       |
| Złoto  | Milena Duchková | Skoki do wody  | Platforma 3-metrowa              |
| Złoto  | Věra Čáslavská | Gimnastyka     | Wielobój indywidualnie           |
| Złoto  | Věra Čáslavská | Gimnastyka     | Ćwiczenia na podłodze            |
| Złoto  | Věra Čáslavská | Gimnastyka     | Skok przez konia                 |
| Złoto  | Věra Čáslavská | Gimnastyka     | Poręcz                           |
| Złoto  | Jan Kůrka | Strzelectwo    | Karabin małokalibrowy leżąc 50 m |
| Srebro | Věra Čáslavská | Gimnastyka     | Ćwiczenia na równoważni          |
| Srebro | Věra Čáslavská Bohumila Řimnáčová Miroslava Skleničková Marianna Némethová-Krajčírová Hana Lišková Jana Kubičková-Posnerová                                                   | Gimnastyka     | Wielobój drużynowo               |
| Brąz   | Miroslav Zeman | Zapasy         | Waga musza w stylu klasycznym    |
| Brąz   | Petr Kment | Zapasy         | Waga ciężka w stylu klasycznym   |
| Brąz   | Ludvík Daněk | Lekkoatletyka  | Rzut dyskiem                     |
| Brąz   | Bohumil Golian Antonín Procházka Petr Kop Jiří Svoboda Josef Musil Lubomír Zajíček Josef Smolka Vladimír Petlák František Sokol Zdeněk Groessl Pavel Schenk Drahomír Koudelka | Piłka siatkowa | Turniej mężczyzn                 |